# Marco Vetuleno Cívica Bárbaro
Marco Vetuleno Cívica Bárbaro (en latín: Marcus Vettulenus Civica Barbarus) fue un senador romano del siglo II que desarrollo su cursus honorum bajo los emperadores Adriano, Antonino Pío y Marco Aurelio. Miembro del patriciado, ocupó el cargo de cónsul ordinario en 157 junto con otro patricio, Marco Metilio Aquilio Régulo Nepote Volusio Torcuato Frontón, como colega suyo. Bárbaro también era miembro de los sodales Antoniniani, una fraternidad religiosa que asistía al culto del emperador Antonino Pío.

## Familia
Los Vettuleni eran una familia italiana, probablemente de origen Sabino. El propio Bárbaro era medio hermano de Lucio Elio César, el padre biológico del emperador Lucio Vero; compartieron la misma madre, Ignota Plaucia. Si bien la identidad del padre de Lucio Elio es segura, Lucio Ceyonio Cómodo, el cónsul ordinario de 106, los historiadores difieren sobre la identidad del padre de Bárbaro. Ronald Syme señala que una inscripción griega de Argos da fe de su filiación como "Sex. F.", Y su tribu como "Quirina", pero poco más se sabe de su padre. Géza Alföldy afirma que era hijo de Sexto Vetuleno Cívica Pompeyano, el cónsul ordinario de 136, mientras que Anthony Birley afirma que Cívica Pompeyano era otro medio hermano de Bárbaro y el padre de ambos era Sexto Vetuleno Cívica Cerial, cónsul ordinario en 106.

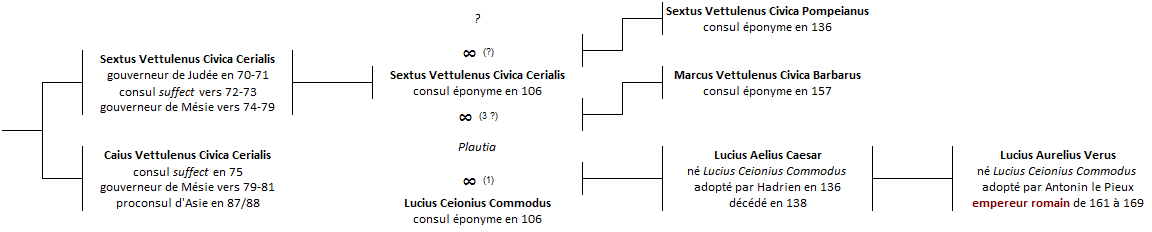
La familia de los Vettulenii (en francés y latín).

## Carrera política
Su carrera comenzó en su juventud con el vigintivirato, como uno de los tresviri monetalis; la asignación a este cargo generalmente recaía sobre patricios o  individuos favorecidos por el emperador de turno. Poco después, a la edad de 25 años, fue nombrado cuestor asignado al servicio al propio emperador. A los 32 o 33 años, Bárbaro fue nombrado cónsul, la edad habitual de los patricios.
Después de su consulado, Bárbaro se interesó por los asuntos intelectuales. G. W. Bowersock afirma que de 162 a 165 fue un asistente habitual a las demostraciones de anatomía de Galeno en Roma, junto con otros senadores como Lucio Sergio Paulo, cónsul en 168 y prefecto urbano, y Gneo Claudio Severo, cónsul en 173. Bárbaro también era amigo de Herodes Ático, un miembro prominente de la segunda sofistica, y Filostrato nos dice que Herodes le escribió a Bárbaro varias cartas. Alrededor del año 164, se convirtió en uno de los comes Augustalis, el círculo íntimo de consejeros que asistían a los coemperadores Lucio Vero y Marco Aurelio, y Bárbaro y la emperatriz Faustina, escoltaron a Lucila a la ciudad de Éfeso donde contrajo matrimonio con Lucio Vero.